# Amphisbaena kraoh
Amphisbaena kraoh là một loài bò sát trong họ Amphisbaenidae. Loài này được Vanzolini mô tả khoa học đầu tiên năm 1971.